# معدل الإماتة
معدل إماتة الحالة هو النسبة بين أعداد الوفيات الناتجة عن حالة مرضية إلى مجموع المصابين بهذه الحالة. أو هو مدى قدرة شيء ما على التسبب بالوفاة. ويُستخدم غالبًا للإشارة إلى الأمراض، أو الأسلحة الكيميائية، أو الأسلحة البيولوجية، أو مكوناتها الكيميائية السامة. ويشير استخدام هذا المصطلح إلى قدرة هذه الأسلحة على القتل، ولكنه يشير أيضًا إلى احتمالية عدم قدرتها على القتل. وتتنوع أسباب عدم ثبات فتك سلاح ما، أو التعبير عنه بالنسبة المئوية، مثل انخفاض التعرض له، أو التعرض السابق له الذي يقلل من قابلية الإصابة، أو تدهوره بمرور الوقت أو المسافة، أو الاستخدام غير الصحيح لسلاح متعدد المكونات.
يمكن أن يشير هذا المصطلح أيضًا إلى الآثار المترتبة على استخدام الأسلحة، مثل الغبار النووي، الذي يكون له أعلى معدل فتك بالقرب من موقع النشر، وبما يتناسب مع حجم وطبيعة الموضوع؛ على سبيل المثال طفل أو حيوان صغير.
يمكن أن يشير مصطلح "الإماتة" أيضًا إلى الآثار المترتبة على فشل كبير في احتواء العمليات الكيميائية أو النفطية/الغازية، مما يتسبب في حريق أو انفجار أو سحابة سامة. ويمكن تطوير منحنيات "الإماتة" في مجال سلامة العمليات لتقييم ووصف أنماط الوفيات حول موقع الحادث. عادةً ما يكون التأثير الأعظمي بالقرب من موقع الحادث، وينخفض عند أطراف منطقة الاصطدام. يؤثر الضغط الزائد الناتج عن الانفجار، والإشعاع الحراري، والسمية، والموقع على درجة "الإماتة".
"الإماتة" هو أيضًا مصطلح يستخدمه علماء الأحياء الدقيقة وعلماء الأغذية كمقياس لقدرة عملية ما على القضاء على البكتيريا. يمكن تحديد "الإماتة" من خلال إحصاء الناجين بعد التعرض المتزايد.